# Зейналлы, Асаф Зейналабдин оглы
Асаф Зейналабдин оглы Зейналлы (азерб. Asəf Zeynalabdin oğlu Zeynallı; 5 апреля 1909, Дербент, Дагестанская область — 27 октября 1932, Баку) — выдающийся азербайджанский композитор, педагог. Первый азербайджанский композитор, получивший профессиональное образование в стенах Азербайджанской государственной консерватории.

## Биография
Асаф Зейналлы родился в 1909 году в Дербенте в семье садовника. В 1910 году умер отец.
В 1916 году мать отдала Асафа в Дербентское реальное училище. В училище он пел в детском хоре и играл на кларнете.
В 1920 году семья Асафа переехала в Баку. Первоначально он начал учиться играть на трубе в духовом оркестре при военной школе. В 1926 году окончил Бакинский музыкальный техникум по классу трубы, виолончели и фортепиано.

В 1931 году окончил композиторское отделение Азербайджанской государственной консерватории по классу Узеира Гаджибекова.
В 1929—1931 годах Асаф Зейналлы заведовал музыкальной частью Тюркского рабочего театра. В 1928—1932 годах преподавал в музыкальном училище при Азербайджанской государственной консерватории. В числе его учеников были Кара Караев, Тофик Кулиев, Джевдет Гаджиев.
Талантливейший композитор, Асаф Зейналлы является основоположником романсов в азербайджанской музыке. Большую известность в народе получили его романсы «Родина», «Вопрос», «Чадра», «Сейран», «Пограничник» и другие.
А. Зейналлы написал музыку к драматическим спектаклям «Севиль» и «Возвращение» Дж. Джабарлы, «Огонь» Х. Назерли и С. Рустама, «Дочь Индии» А. Гамида, «Город ветров» В. Киршона, поставленные в Тюркском рабочем театре. «Детская сюита», написанная композитором, положила начало азербайджанской детской музыке.
Автор первых романсов, фортепианных и скрипичных миниатюр, а также первых образцов симфонических произведений в Азербайджане.
Занимался сбором народных песен в регионах Азербайджана.
Создал в Азербайджанской консерватории кружок западноевропейской и русской классической музыки.
Составил учебник «Начальная нотная грамота» совместно с Саидом Рустамовым, Ашрафом Гасановым и Фуадом Эфендиевым.
А. Зейналлы переложил на ноты около 50 азербайджанских фольклорных песен, в том числе «Sarı gəlin», «Səndən mənə yar olmaz», «O qara qaşlar».
Можно выделить сочинённые им музыкальные пьесы «Lay-lay», «Günlər» и произведения «Çahargah», «Durna», «Mugamsayаğı».
Автор сюиты  «Фрагменты», ставшей первым симфоническим произведением Азербайджана.
Незадолго до смерти занимался сочинением симфонии «Баку», которая осталась незаконченной.
Зейналлы отправился в Карабахскую экспедицию для сбора народных песен. В Шуше он познакомился с Ханом Шушинским, и открыл народную песню в его исполнении «Alma almaya bənzər».
Возвращаясь из экспедиции, композитор заразился в пути тифом и скоропостижно скончался 27 октября 1932 года. Асаф Зейналлы умер в расцвете творческих сил, ему было всего 23 года.

## Семья
- Отец, Зейналабдин — садовник
- Мать, Эсбенд — домохозяйка, любительница музыки[1]
- Брат, Джафар Зейналлы — начальник Бакинского НКВД (в середине XX века)
- Брат, Ахад

## Память
Именем Асафа Зейналлы названа улица в Баку (район Ичери-шехер) и Бакинское музыкальное училище.